# جيم جيلكريست
جيم جيلكريست (بالإنجليزية: Jim Gilchrist)‏ هو سياسي أمريكي، ولد في 13 يناير 1949 في نورث بروفيدانس في الولايات المتحدة. حزبياً، نشط في الحزب الجمهوري.